# Jacob Madsen Vejle
Jacob Madsen Vejle (Weile) (24. juli 1538 i Vejle-24. september 1606 i Odense) var en dansk teolog, der var biskop over Fyns Stift fra 1587 til 1606.

## Biografi
Madsen Vejle blev født i Vejle, hvor han også startede sin skolegang i hjemmet. Han fortsatte sin skolegang i 1648 sammen med Anders Sørensen Vedel i Ribe Katedralskole, derefter fra 1551 i Odense Katedralskole og fra 1553 i Viborg Katedralskole, hvorfra han blev dimitteret til Københavns Universitet i 1555. Som student i København boede han i tre år hos filippisten Niels Hemmingsen og senere også hos den kongelige kancellisekretær Jesper Brochmand.
Madsen Vejle startede i 1561 en længere rejse udenlands. Han studerede først medicin ved Universitet i Leuven i Hertugdømmet Brabant og i Paris og søgte derefter til Tyskland i 1562. Her blev han i Wittenberg magister året efter. Derefter rejste han tilbage til Danmark og boede i et par år i København hos salmedigteren Hans Thomesen, som var sognepræst ved Vor Frue kirke. En kort tid holdt han forelæsninger ved universitetet, men nåede ikke fast ansættelse.
I 1565 fik Madsen Vejle et rektoratembede på Ribe Katedralskole, som han havde frem til han i 1567 blev sognepræst ved Ribe Domkirke. 1568 fik han også et embede som kanonikat i Ribe. Under hekseprocesserne i Ribe 1577 deltog han i forhørene over et af processens ofre og fulgte hende til bålet.
Efter tyve år som præst i Ribe blev han i 1587 udnævnt til biskop over Fyns Stift efter at hans forgænger Johannes Grundet døde af pest. Han søgte kong Frederik 2. om at få lov til at blive i Ribe, men fik afslag og blev 25. februar 1588 bispeviet i Sankt Knuds Kirke i Odense.
Han var en udpræget repræsentant for filippismen, en kristen retning som var imod konkordieformlens strengere Lutherdom, Madsen Vejle anbefalede under sin biskopstid stiftets præster at studere Niels Hemmingsens skrifter.
Jacob Madsen Vejle var søn af Mads Nielsen (død 1539) borgmester i Vejle. Også hans farfar Niels Jonsen var borgmester i Vejle.
Madsen Vejle døde i Odense 24. september 1606 og blev begravet på vestre side ved koret i Sankt Knuds Kirke.